# Exército da Malásia
O Exército da Malásia (em malaio: Tentera Darat Malaysia) é o ramo terrestre das Forças Armadas da Malásia. Embebida nas tradições do exército britânico, o Exército Malaio não traz o título de "Real", como fazem a Marinha Real da Malásia e a Força Aérea Real da Malásia. Em vez disso, o título é concedido a corpos de exército e regimentos selecionados que foram concedidos a honra por Yang di-Pertuan Agong, que  é o Comandante em Chefe das Forças Armadas da Malásia.

## Fotos

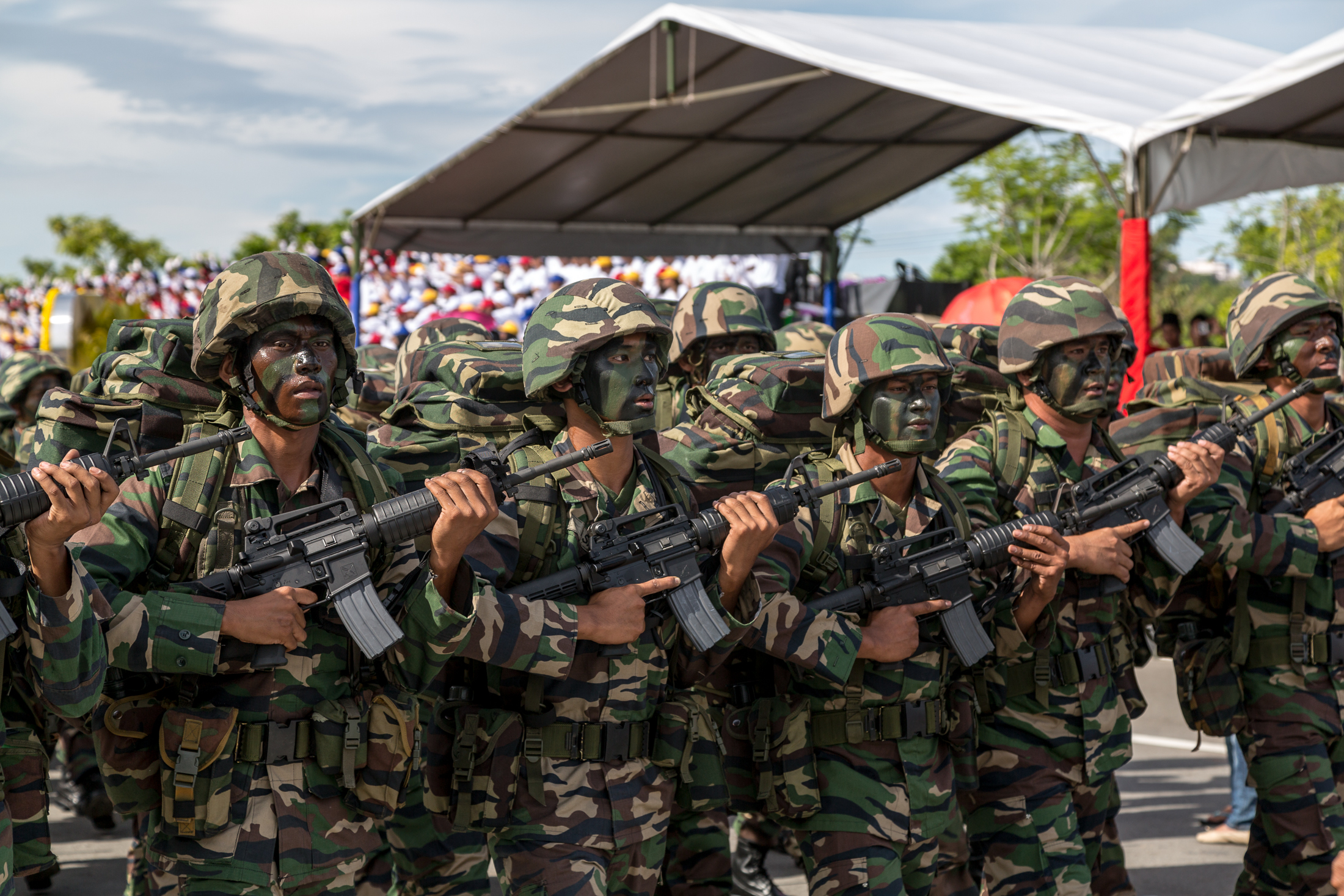
Soldados do exército da Malásia.
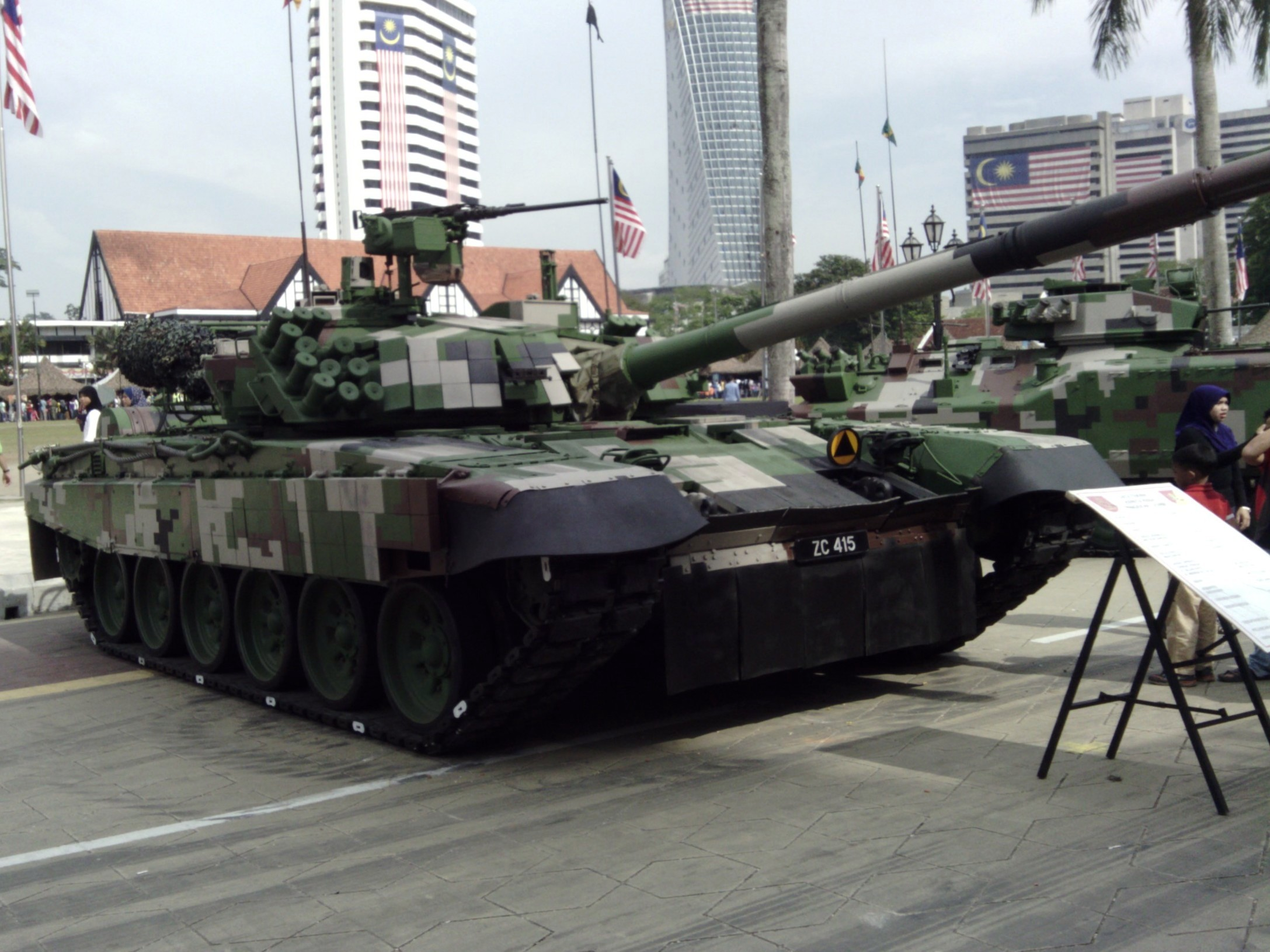
Um PT-91 malásio.
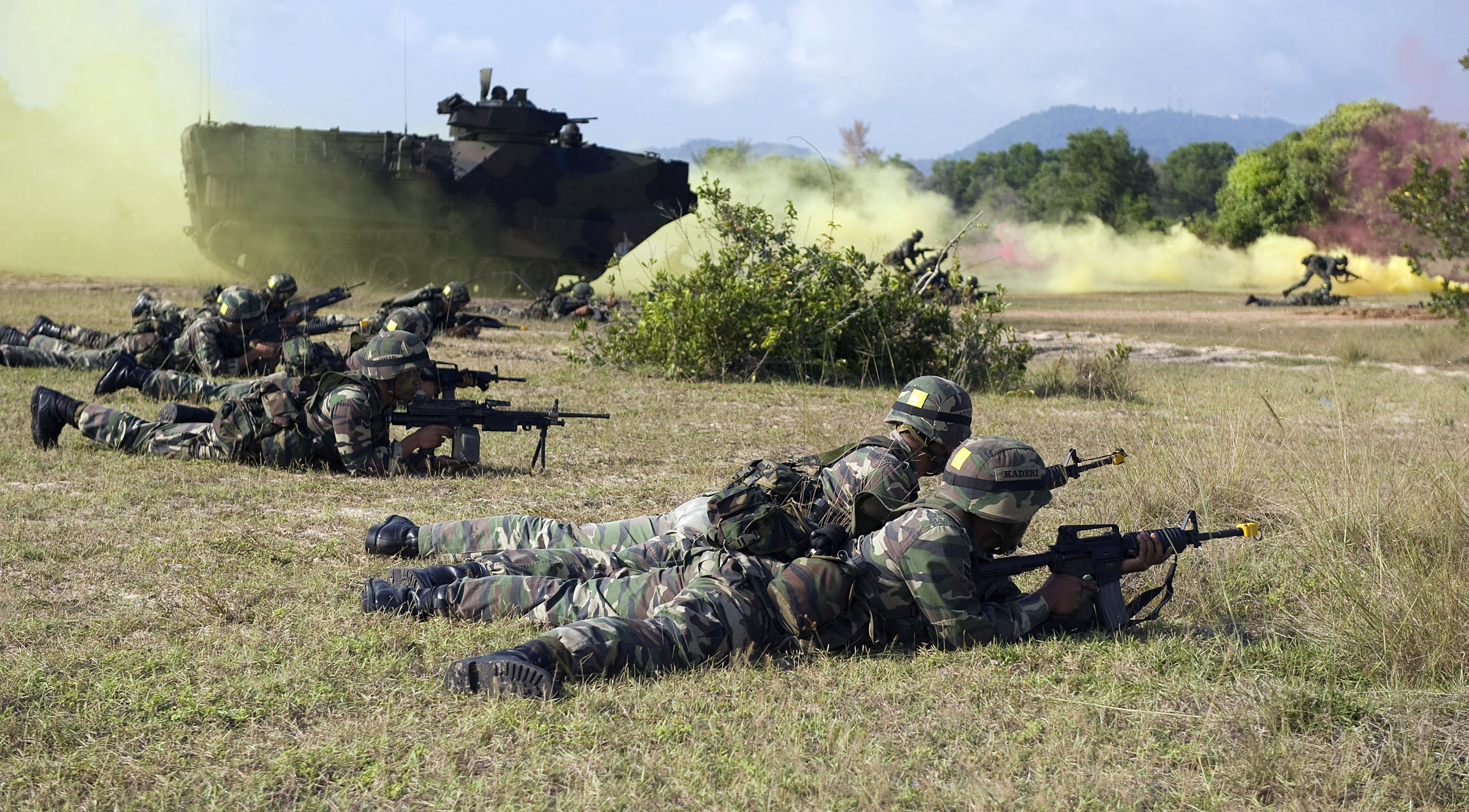
Militares malásios durante um exercício de treinamento.
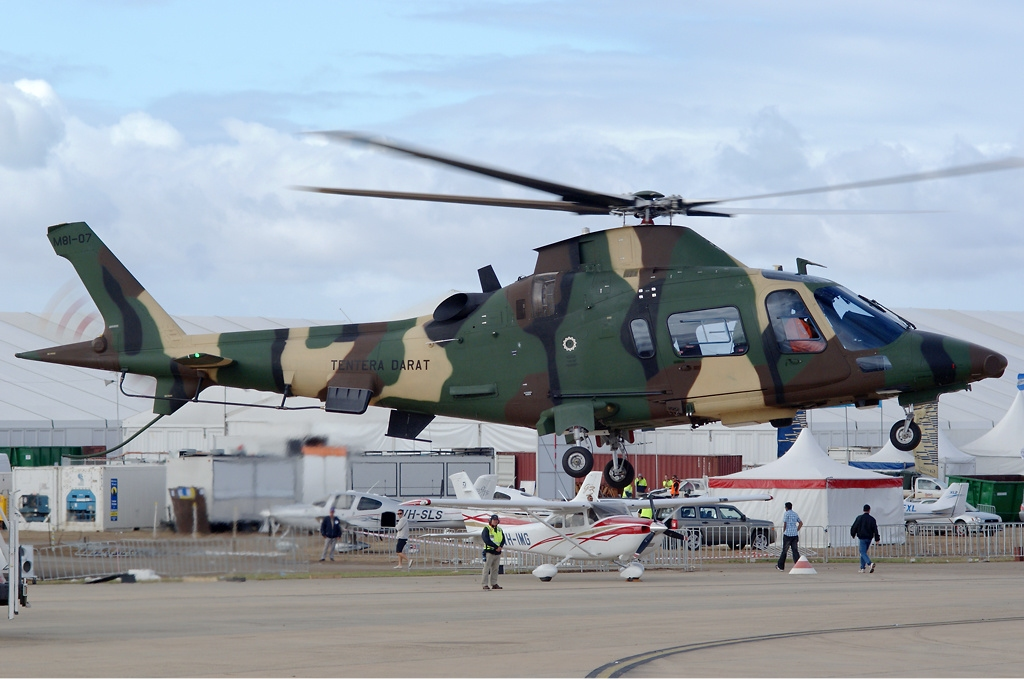
Um Agusta A-109E da infantaria móvel.